# Т34ВМ1 и Т34ВГ1

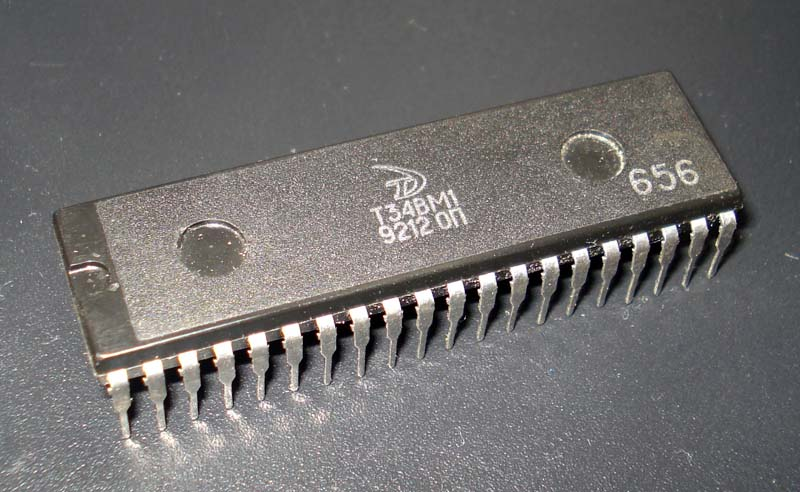
Т34ВМ1

Т34ВМ1 — аналог процессора Z80.

## Т34ВМ1, КМ1858ВМ1, КР1858ВМ3
Процессор разработан в НИИТТ. Главным конструктором назначили Юрия Леонидовича Отрохова, который и ранее выступал с инициативой такой разработки. Открывая ОКР, он изволил пошутить: будучи по гороскопу рыбой, он и ОКР присвоил шифр "Рыба", а вспомнив танкистскую молодость, микропроцессор назвал Т34. Но Отрохов, как и его коллеги по отделению, умели разрабатывать оригинальные микропроцессоры, а воспроизводить аналоги им еще не приходилось. Поэтому в состав разработчиков были включены специалисты подразделений НИИТТ, умеющие восстанавливать электрическую схему ИС по ее топологии. За 9 месяцев после четырех итераций им удалось сделать n-MOP микропроцессор Т34ВМ1 (КМ1858ВМ1, КР1858ВМ1) – полный аналог микропроцессора Z80А, выполненный по 2-мкм технологии.
В ходе проектирования, благодаря тому, что в группе разработчиков были специалисты и по созданию новых ИС, и по воспроизводству аналогов, были выявлены и расшифрованы хитрости компании Zilog, направленные на защиту от копирования. Например, обнаруживались ложные логические связи, заблокированные при помощи оптически не видимых встроенных каналов. В результате тополог видел, например, элемент 3И-НЕ, а работал он как 2И-НЕ. Выявить такие ловушки, убедившись в неработоспособности схемы, сначала удавалось, только исследуя элементы схемы внутри кристалла при помощи зондовых анализаторов. Но поняв принцип построения ловушек, отработали и механизм их обнаружения. В результате удалось сделать полный функциональный аналог Z80, хотя электрическая схема и топология Т34ВМ1 имели некоторые отличия.
Т34ВМ1 производился только заводом «Ангстрем», КР1858ВМ1 (и последующая версия КР1858ВМ3) также выпускались другими заводами, в частности, «Электроника» (Воронеж) и «Транзистор» (Минск). Выпуск КР1858ВМ3 продолжался как минимум до апреля 1996 года.
Помимо советских аналогов компьютера ZX Spectrum, процессор Т34ВМ1 использовался в телефонных аппаратах с автоматическим определителем номера (АОН).
Т34ВМ1 выпускался в металлокерамическом корпусе (хотя иногда можно встретить и вариант в пластмассовом корпусе). Версии в металлокерамическом корпусе всегда имели обозначение «ОП» — опытное производство, они выпускались с конца 1991 по начало 1993 года. Впоследствии выпускался под системным наименованием КР1858ВМ1 в пластмассовом корпусе или КМ1858ВМ1 в металлокерамическом. Производство КР1858ВМ1 началось чуть раньше прекращения выпуска Т34ВМ1. Первые экземпляры, выпущенные в начале 1993 года, также имели обозначение «ОП», но микросхемы, выпущенные в конце 1993 года (ноябрь или ранее), такого обозначения уже не имели.

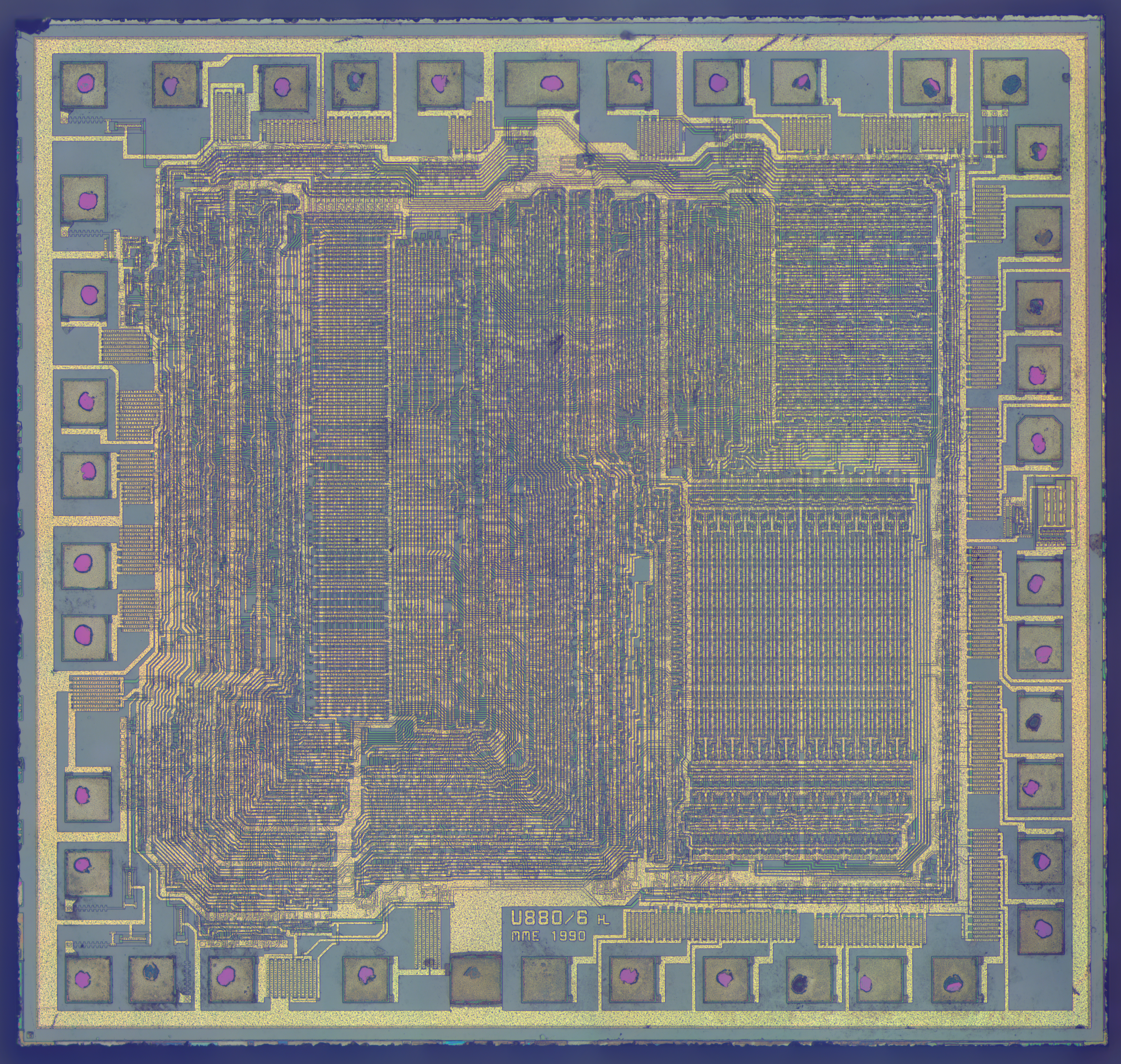
Кристалл КР1858ВМ1

На кристалле процессора Т34ВМ1 есть надпись «U880/5»; кристалл КР1858ВМ1 содержит надписи «U880/6» и «MME 1990», что говорит о том, что эти процессоры созданы на основе масок процессора U880, разработанного в Восточной Германии на фабрике VEB Mikroelektronik.

## Т34ВГ1

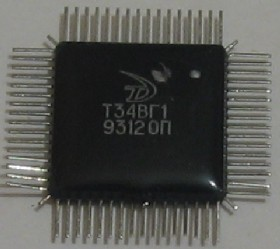
Т34ВГ1

Одновременно с Т34ВМ1 завод «Ангстрем» для тех же бытовых компьютеров в начале 1990-х годов производил микросхему Т34ВГ1 — электронный компонент, специализированную микросхему, предназначенную для использования в отечественных ZX Spectrum-совместимых бытовых компьютерах в качестве видеоконтроллера. Т34ВГ1 является специальным обозначением базового матричного кристалла КА1515ХМ1, содержащего соответствующую схему (также имеет обозначение КА1515ХМ1-216). Корпус - QFP64, пластиковый.
В 1990 году начальник отделения микропроцессоров НИИТТ П.Р.Машевич был в командировке в Словакии и увидел в магазине Sinclair-подобный компьютер Didaktik Gama – словацкий клон ZX Spectrum. По его просьбе руководитель предприятия, куда был командирован П.Р.Машевич, организовал ему посещение фирмы Didaktik Skalica. Ознакомившись с компьютером, П.Р.Машевич предложил заменить примененные в нем ИС средней интеграции одной полузаказной БИС. Руководство Didaktik предложение встретило без энтузиазма, сомневаясь в его реализуемости, но согласилось попробовать применить БИС. Для работы Машевичу передали электрическую схему и образец Didaktik Gama. 
Так в НИИТТ на основе БМК КА1515ХМ1 началась разработка (ГК Б.В.Ильичёв) многофункционального периферийного контроллера Т-34ВГ1, получившего позже официальное обозначение КА1515ХМ1-216 (в металлокерамическом корпусе) и КР1515ХМ1-216 (в пластмассовом корпусе). Для экспортных поставок БИС маркировалась как ULA1. Контроллер заменил 15 ИС компьютеров ZX Spectrum и Didaktik Gama, в том числе применяемый в них контроллер ULA. Это была полностью оригинальная БИС, содержащая некоторые собственные решения. Например, видеопамять, отдельная и со своим контроллером в английском и словацком компьютерах, была схемотехнически объединена с общим ОЗУ с единым контроллером. В ОЗУ была применена динамическая память, требующая периодической регенерации информации. 
В результате Didaktik Skalica на ряд лет стала стабильным потребителем продукции завода "Ангстрем", и не только контроллера Т34ВГ1, а всего выросшего вокруг нее комплекта БИС. Позже была разработана и поставлялась БИС Т34ВГ2, в отличие от Т34ВГ1 включающая контроллер гибкого диска и принтера.
Микросхема Т34ВГ1 содержала в себе значительную часть схемы видеоконтроллера ZX-совместимого компьютера. Обычно эта схема выполнялась на большом количестве микросхем малой степени интеграции, схема простейших вариантов насчитывала 40—50 микросхем. Применение Т34ВГ1 значительно сокращало количество микросхем, примерно до 15, считая процессор и восемь микросхем памяти для 48 КБ вариантов. Из внешних элементов оставались только процессор, память, и интерфейсы. Это позволяло упростить разработку, сборку и наладку, уменьшить площадь и сложность печатной платы, и, соответственно, снизить цену компьютера.
Т34ВГ1 выпускалась в 1990—1994 годах и применялась в следующих ZX Spectrum-совместимых компьютерах:
- ANBELO/C (московская обл, МГП "Анбело")
- Атас 128/256 (Зеленоград, кооператив "АТАС")
- Byte (Бендеры, Молдавия, завод "Мезон")
- Веста ИК-31 (Ставрополь, завод "Сигнал")
- Дельта-микро (Курск, ПО "Прибор")
- Didaktik M (Чехословакия)
- Квант БК (Зеленоград, завод "Квант")
- Квант БК МС0530 (Зеленоград, завод "Квант")
- Компаньон М, Компаньон 2, Компаньон 2М (Ижевск, "Ижевский механический завод")
- Мастер (Зеленоград, завод "Компонент")
- Radon plus (Москва, 1 и 2 версии)
- Ратон-9003 (Гомель, Белоруссия, НПО "Ратон")
- Символ 48/128 (Пенза, ПО "Символ", завод "Молот")
- Sinko-Best (Красноярск)
- Plazma (Красноярск)
- Sirius (Украина, Харьков)
- Сура-С (Пенза, завод "ВЭМ")
- Игровая приставка «Эльф» (ALF TV Game, Брест, завод "Цветотрон")
- Форум БК-07-10 Турбо (Бердск, кооператив "Форум")
- Колер М (Саратов, ПО "Бином")
- Искра-1085 (Курск, ПО "Счетмаш")
- Эльвис (Псков, СКБ ВТ)
- Фаэтон (Воронеж, коопеартив "Фаэтон")
- Астра (Минск, )
- Робик (Черкассы, ПО "Ротор")
- Элара 48 (Чебоксары, завод "Элара")
- ОВН мини (Москва)
- ОВН 128 (Москва)
- ULA 48 (Санкт-Петербург, фирма "Новина")
- Электроника ВИ-202 (Кишинев, Молдавия, завод "Мезон")
- Спектр Б-ИК (Солнечногорск, завод "СЭМЗ")
- Pulsar 444 (Новосибирск, кооператив "Пульсар")
- Кворум БК06 (Екатеринбург, завод "УОМЗ")

### История
История разработки и происхождение схемы, содержащейся в микросхеме Т34ВГ1, достоверно не известны. Есть две основные версии:
- Оригинальная разработка на основе схемы одного из первых отечественных клонов ZX Spectrum — «Балтик».
- Копия оригинальной БМК, изначально производившаяся по заказу изготовителей чехословацкого клона ZX Spectrum — «DIDAKTIK».

В инструкции к компьютеру «ANBELO/C», одному из первых, где применялась микросхема Т34ВГ1 (под названием КА1515ХМ1-216), созданному в сотрудничестве с «Ангстрем», говорится следующее:

Целью данной разработки было создание новой элементной базы компьютера, являющегося не только программно, но и аппаратно совместимым компьютером с компьютерами данного типа, выпускаемыми в европейских странах. За прототип был выбран бытовой компьютер «DIDAKTIK 2», выпускаемый с 1990 года и уже встречающийся в нашей стране.

## Другие подобные микросхемы
Помимо Т34ВГ1, существовал ряд других микросхем аналогичного назначения для применения в ZX Spectrum-совместимых компьютерах:
- КА1515ХМ1-458, КА1515ХМ1-433 (комплект из двух микросхем)
- КА1515ХМ1-6004
- 1515ХМ1-6006, 1515ХМ1-6008 (комплект из двух микросхем)
- КБ01ВГ1-2
- И185
- КН1854ВГ5 (MZ9001)
- Мэджик
- СК1, СК2

Т34ВГ2 — микросхема контроллера дисковода, аналог WD FD2793.
В серию Т34 также входила микросхема масочного ПЗУ Т34РЕ1, содержащая прошивку встроенного программного обеспечения (интерпретатор BASIC, точная копия используемого в ZX-spectrum) для ZX Spectrum-совместимых компьютеров.